# Битка код Ди Кара
Битка код Ди Кара (арапски,يوم ذي قار) је била предисламска битка која се одиграла између Арапа у јужном Ираку и сасанидске персијске војске 609. године.

## Позадина
Ди Кар, место богато водом у близини Куфе у Сасанидском царству (данашњем Ираку) постало је бојно поље око кога се у раном 7. веку водила борба између арапских племена и персијских у 6. веку, Сасаниди су се ослањали на арапске Лахмиде, и њихову престоницу град Ал-Хиру у Ираку, ради одбране своје југозападне границе против упада арапских племенаских снага. Ипак, у другој половини века, арапска племена понекад су побеђивала снаге Лахмида и такође нападала персијске караване. Године 602. , Хозроје II Парвез утамничио је Лахмидског краља Нуман III и укинуо лахмидску династију, поставивши Ијаса ибн Кабишаха ел Таиа, из арапског племена Тај, за гувернера лахмидске престонице Ал-Хире. Након тога, непознатог датума, одиграо се сукоб између Персијанаца и њихових арапских помоћника, с једне стране, и арапских племена, с друге стране, догодио се код Ди Кара. Према неким муслиманским предањима, битка се одиграла 623. или 624 године. Данашњи научници су смањили овај опсег на период 604-611. год.
Други извори говоре о 571. год.

## Снаге
Према арапским изворима, персијска сила је бројала 2.000 војника, са 3.000 Арапа које води Ијас ибн Кабишах. Арапске снаге које су се супростављале Персијацима, са својим арапским помагачима, које је предводио Бакр ибн Ваил, чинил есу велику племенску конфедерацију чија се територија протезала од југозападног Ирака до источног дела Арбијског полуострва. Најистакнутије конститутивно племе било је Бану Саибан, а друге групе биле су Бану 'Ијл, Бану Зохл, Бану Кајс бен Талаба, Бану Таим Алах бен Тхалаба и Бану Иашкор. Чини се да ове групе нису довољно усклађивале своје деловање на бојном пољу, нити су имали једног главног заповедника. Изгледа да су се у вођству смењивали различити ратници. Ипак, Бану Бакр је победио комбиноване персијске и арапске снаге.
Араспски аутори су спојили елементе различитих традиција о бици код Ди Кара. Чини се да су прве две главне верзије најуочљиве, једана који се напослетку може пратити јесте Абу Обајди (умро је 824.), а други Ебн Калби (умро 819.). Према Абу Обаидас-у у више анегдотској верзији, Хозроје Парвиз је био љут на лахмидског краља Ал-Хире Нумана због одбијања да му да своју ћерку за жену и вријеђања жена из Перзије; због тога је заточио Нуман, који је умро у затвору. Након тога Хозроје је послао оружане снаге против лидера Шајбани Хани Бен Кабиша, који је одбио да му преда породицу Нумана и оклоп, али су те снаге поражене код Ди Кара. Према верзији Ебн Калбија, када је Нуман срушен, припадници Бакрија су провалили на персијску територију у Ираку. Шаибани Кајс б. Масуд је постигао споразум са Хозројем којим је добио одређене земље у замену за спречавање араских напада на персијску територију. Кајсови ривали унутар његовог племена намерно су наставили упаде како би се спречио овај уговор, и заиста, Хозрој је заробио Кајс-а и затражио Бакриј као таоца што је био услов за његово пуштање (или као гаранцију против даљег упада). Бакри је одбио да да билокакве таоце, а Хозроје је послао војску против њих, суочивши се са поразом код Ди Кара. Савремени научници углавном преферирају верзију Ебн Калбиа, с обзиром на то да је она мање живописна и стога је вероватнија. Персијски извори у сасанианском периоду ћуте о овој бици; релативно мали број ангажованих војника, као и персијски пораз, могу објаснити ово ћутање.
Религиозна, као и арапска, осећања вероватно су играла значајну улогу у обликовању извештаја о Ди Кару. Мухамед је (наводно) рекао Ово је прва битка у којој су се Арапи праведно осветили Персијанцима, и кроз мене су остварили ову победу.

Неки научници, очигледно под утицајем муслиманске традиције, тумаче битку код Ди Кара као део продужене арапски побуне против Персијанаца, која је кулминирала муслиманским освајањем Персијског царства. Као су припадници племена Шајбани, предвођени од стране Мотана бен Харета, помогли су у освајању Ирака, тврди се да је Бакр, а посебно Шејбан, следио изразиту антисасанидску политику од битке код Ди Кара па надаље. Међутим, научници су доказали да је Шајбан који је подржавао муслимане оне који су се истакли код Ди Кара и да су они припадали различитим, чак и супарничким клановима; неки Шајбански лидери су се придружили Персијцима након Ди Кар, а други су се чак супротстављали муслиманима током освајања Ирака. Изгледа да је битка код Ди Кара имала идеолошко и симболично значење за Арапе далеко важније од њеног војног и политичког значаја.

## Примарни извори
О бици код Ди Кара говоре многи класични радови арапских историчара и литература. Најдужа, али не обавезно најрелевантнија, верзија јесте Бишр ибн Марван ел Асадис-ова Харб Бани Шајбан маʻа Кисра Ануширван (арап. حرب بني شيبان مع كسرى آنوشروان‎‎).